# Металлург (стадион, Алмалык)
Стадион «Металлу́рг» (узб. «Metallurg» Olmaliq stadioni / «Металлург» Олмалиқ стадиони) — многоцелевой стадион в городе Алмалык Ташкентской области Узбекистана. Открыт в 1960 году, реконструирован несколько раз. 
Расположен в центре города Алмалык, в 850 метрах к западу от крупнейшего и главного стадиона Алмалыка — стадиона спорткомлекса АГМК, вмещающего 12,000 зрителей.
В 1965—1988 годах на стадионе проводил свои домашние матчи местный футбольный клуб «Металлург», а в 1990—1994 годах на этом стадионе играл пришедший на смену команде «Металлург» — «Кимёгар».
После создания в 2004 году клуба АГМК (в 2009—2017 годах носил название «Алмалык»), данный стадион стал домашним для этого клуба, который с 2008 года участвует в Высшей лиге Узбекистана (с 2018 года называется Суперлигой Узбекистана). Вплоть до 2014 года, до постройки второго, более современного стадиона АГМК в Алмалыке, стадион «Металлург» являлся домашней ареной данного клуба.